# 季文美
季文美（1912年—2001年），男，浙江义乌人，中国力学家、航空教育家，曾任西北工业大学校长、名誉校长，中国航空学会理事长，第六届全国人大代表。